# Canicule européenne d'août 2017
Pour les articles homonymes, voir Canicule en Europe.
La canicule européenne d'août 2017 est une période de forte chaleur qui a affecté particulièrement le sud de l'Europe en août 2017.
Cet épisode caniculaire intervient après plusieurs mois de sécheresse dans le sud de l'Europe.

## Situation météorologique
Depuis le début du mois d'août, des températures caniculaires frappent les pays suivants : l'Italie, la Grèce, l'Autriche, la Serbie, la Hongrie, la Tchéquie, la Slovaquie, la Roumanie et la Bulgarie. La température a grimpé jusqu'à 40 °C dans ces pays.
C'est une des pires canicules depuis l'été 2009 en Croatie, Italie et Serbie.

### Les Balkans
Les Balkans, qui avaient été épargnés par les fortes chaleurs touchant l'Espagne et le sud de la France, se voient touchés début août.

Carte Topologique des Balkans

### Europe du Sud

#### Espagne
En Espagne, de nombreuses provinces ont été mises en alerte orange, et la température gravitait autour des 42 °C. On note qu'au mois d'août à certains moments là température minimale était de 35 °C.

#### France
15 départements du Sud de la France ont été placés en vigilance orange canicule par Météo-France. Des records de température ont été battus, notamment à Montpellier et à Figari, en Corse. Le thermomètre a atteint ou dépassé les 40 °C par endroits.

#### Italie
La canicule a rudement touché l'Italie et la production de vin et d'olives a pu être affectée, le mercure ayant atteint les 55 °C ressentis, notamment à cause de l'humidité, autour de Naples par exemple. Les italiens ont surnommé cette vague de chaleur « Lucifero ».
Pendant la période de canicule, l'activité des services d'urgence a augmenté de 15 % à 20 %.

## Conséquences sanitaires
Les fortes chaleurs ont provoqué de nombreux feux et incendies mortels, notamment en Espagne et au Portugal.
La canicule a entraîné directement la mort d'au moins 5 personnes en Italie et 5 personnes en Roumanie. 
Par ailleurs, la canicule a eu un impact sur l'accès à l'eau, notamment en Italie où le lac d'approvisionnement Bracciano, le Tibre et le fleuve Pô ont atteint un niveau particulièrement bas.
Ces assèchements sont cependant aussi l'aboutissement de trois années de sécheresse intense en Europe du Sud-Ouest.

## Conséquences économiques
Les conséquences sur l'agriculture ont été notables, et en 2017 la production de vin en France, Italie et Portugal a été exceptionnellement basse. La canicule est aussi en cause dans la forte baisse de la production d'huile d'olive en France.

## Autres effets

### Sécheresse
L'Espagne et le Portugal frappés par une période de sécheresse historique et intense depuis trois ans, un phénomène qui menace de devenir plus fréquent avec le changement climatique.
Une sécheresse historique dans le Sud-Est de la France de l'Aude aux Alpes-Maritimes en passant par la vallée du Rhône.

### Réchauffement climatique
Selon des chercheurs, le réchauffement climatique est la cause de plusieurs canicules en Europe durant l'été 2017, l'activité humaine a rendu 10 fois plus probables des étés de plus en plus chauds. L'été 2017 sera un été normal en 2050 si on n'arrive pas à  réduire les émissions de gaz à effet de serre dans l'atmosphère.